# 8533 Oohira
8533 Oohira è un asteroide della fascia principale. Scoperto nel 1993, presenta un'orbita caratterizzata da un semiasse maggiore pari a 2,7627365 UA e da un'eccentricità di 0,0858742, inclinata di 8,50499° rispetto all'eclittica.
L'asteroide è dedicato alla stazione Oohira dell'osservatorio di Nihondaira in Giappone.